# Wyszewyczi
Wyszewyczi (ukr. Вишевичі) – wieś na Ukrainie, w obwodzie żytomierskim, w rejonie żytomierskim, siedziba hromady. W 2001 liczyła 1538 mieszkańców, spośród których 1507 wskazało jako ojczysty język ukraiński, 28 rosyjski, 2 mołdawski, a 1 białoruski.